# Prieuré de Fontblanche
Ne pas confondre avec le prieuré de Fonblanche, situé au sud d'Exoudun, dans les Deux-Sèvres.
Le prieuré de Fontblanche (ou celle de Fontblanche) est une ancienne dépendance de l'Ordre de Grandmont pour hommes en limite des actuels départements du Cher et du Loir-et-Cher, en France.

## Localisation
Situé à l'ouest de Vierzon et 2 km au nord du bourg de Genouilly, sur la limite des communes de Genouilly (Cher) et Maray (Loir-et-Cher), il est accessible par le sud depuis la route départementale 164 qui est la route départementale 37 au nord.

## Histoire
Le prieuré de Fontblanche est l’un des plus anciens de l’ordre érémitique de Grandmont originaire du Limousin fondé vers 1076 puisque sa fondation, par le seigneur de Graçay Renaud IV, remonterait entre 1140 et 1145.
En 1317, le prieuré de Fontblanche est uni avec le prieuré de Châteauneuf fondé en 1194 (sur l'actuelle commune de Corquoy). Dès lors, il connait une période de lente désaffection et subira de graves déprédations avec, en particulier en 1650, l’incendie du bâtiment ouest et du cloître en bois.
À l’extinction de l’ordre de Grandmont prononcée par le pape Clément XIV en 1772, le prieuré de Fontblanche était déjà transformé en bâtiments agricoles, ce qui le préserve en partie. Il a été vendu comme bien de première origine en 1791.
Du quadrilatère primitif, il ne reste aujourd’hui que trois corps de bâtiment, avec la chapelle au nord, les ailes est et sud.
Classé partiellement au titre des monuments historiques par arrêté du 14 mai 1980, le prieuré a fait l’objet d’importants travaux de restauration pendant plus de dix ans.

## Description
La chapelle du prieuré à simple nef possède une voûte en berceau brisé intacte. Le cœur comprend une abside ouverte par une remarquable voûte à nervures et éclairée par un triplet à larges embrasures intérieures.
L’aile côté oriental renferme au rez-de-chaussée une salle capitulaire qui s’ouvre sur la cour du cloître par une porte encadrée de deux baies à triple colonnettes. De l’ancienne salle des convers ne subsiste que la grande porte ouverte dans le pignon sud. Le long de la chapelle existe encore le passage au cimetière (dit « passage des morts »).
L’étage de ce bâtiment est occupé par l’ancien dortoir des moines éclairé à l’est par de petites et étroites fenêtres à large embrasure intérieure. C’est l’un des plus beaux dortoirs grandmontais avec celui du prieuré de Comberoumal à Saint-Beauzely, en Aveyron.
L’aile sud comprenait le réfectoire des moines dont quelques fenêtres d’origine sont encore visibles.

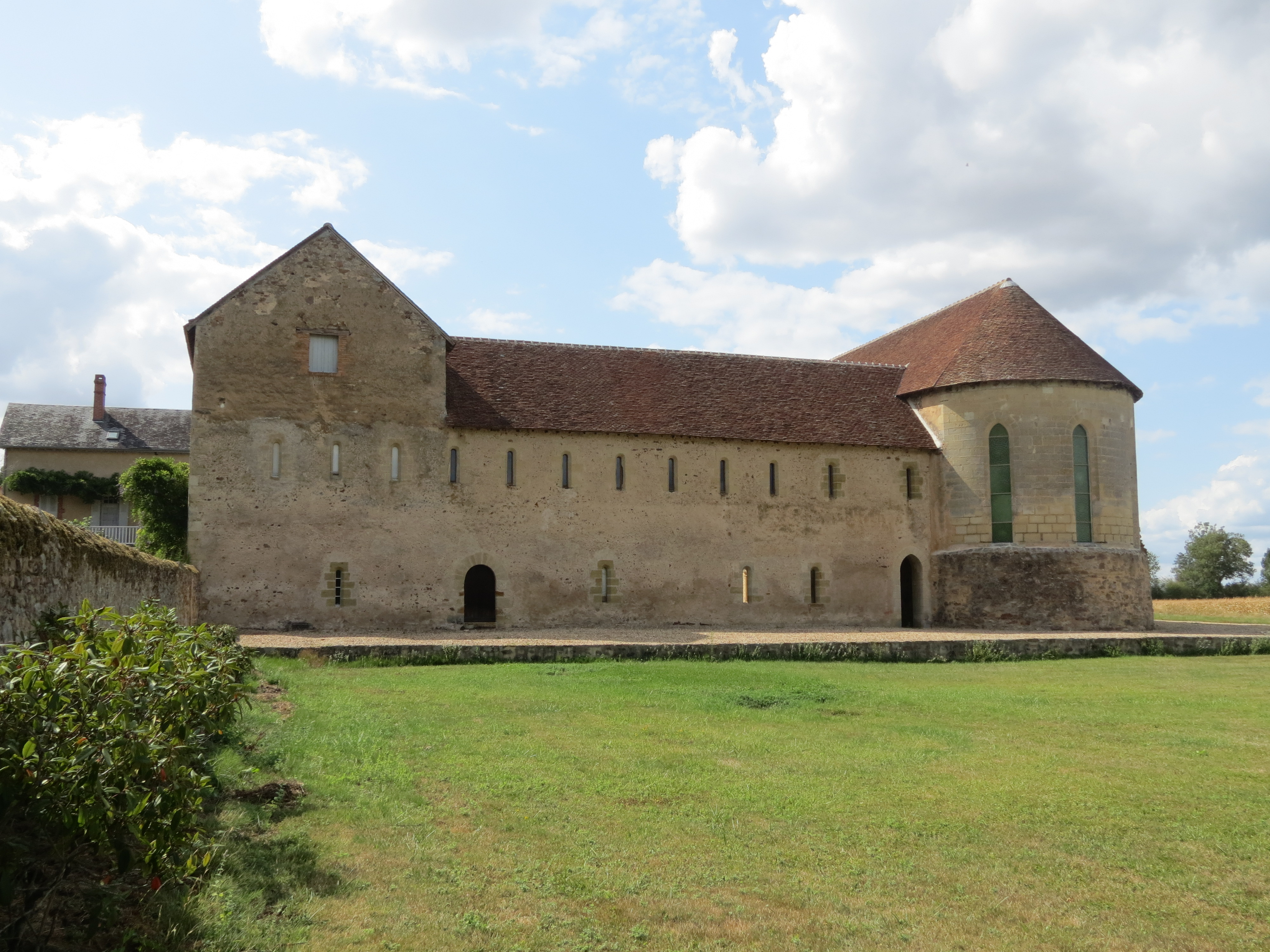
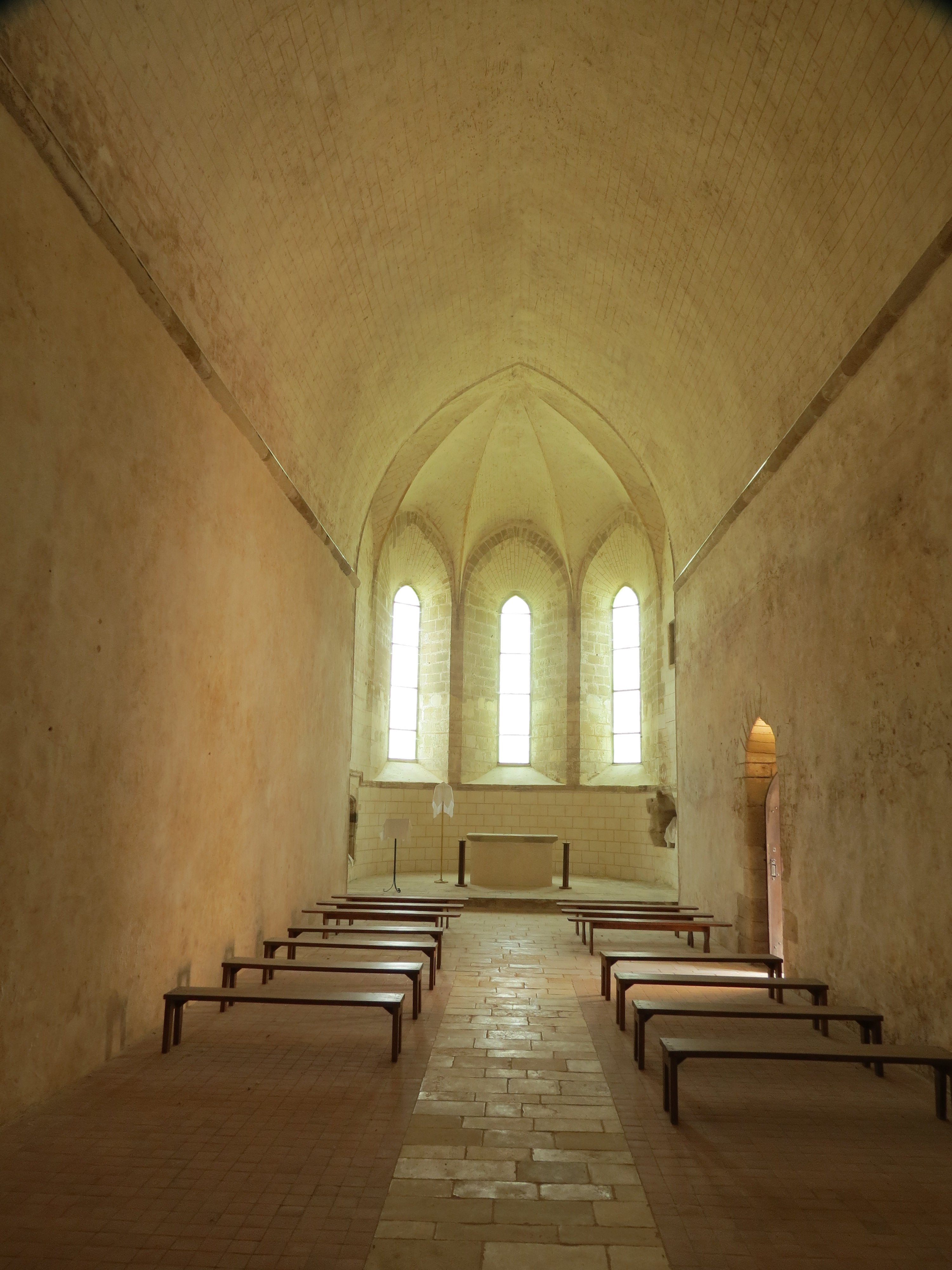
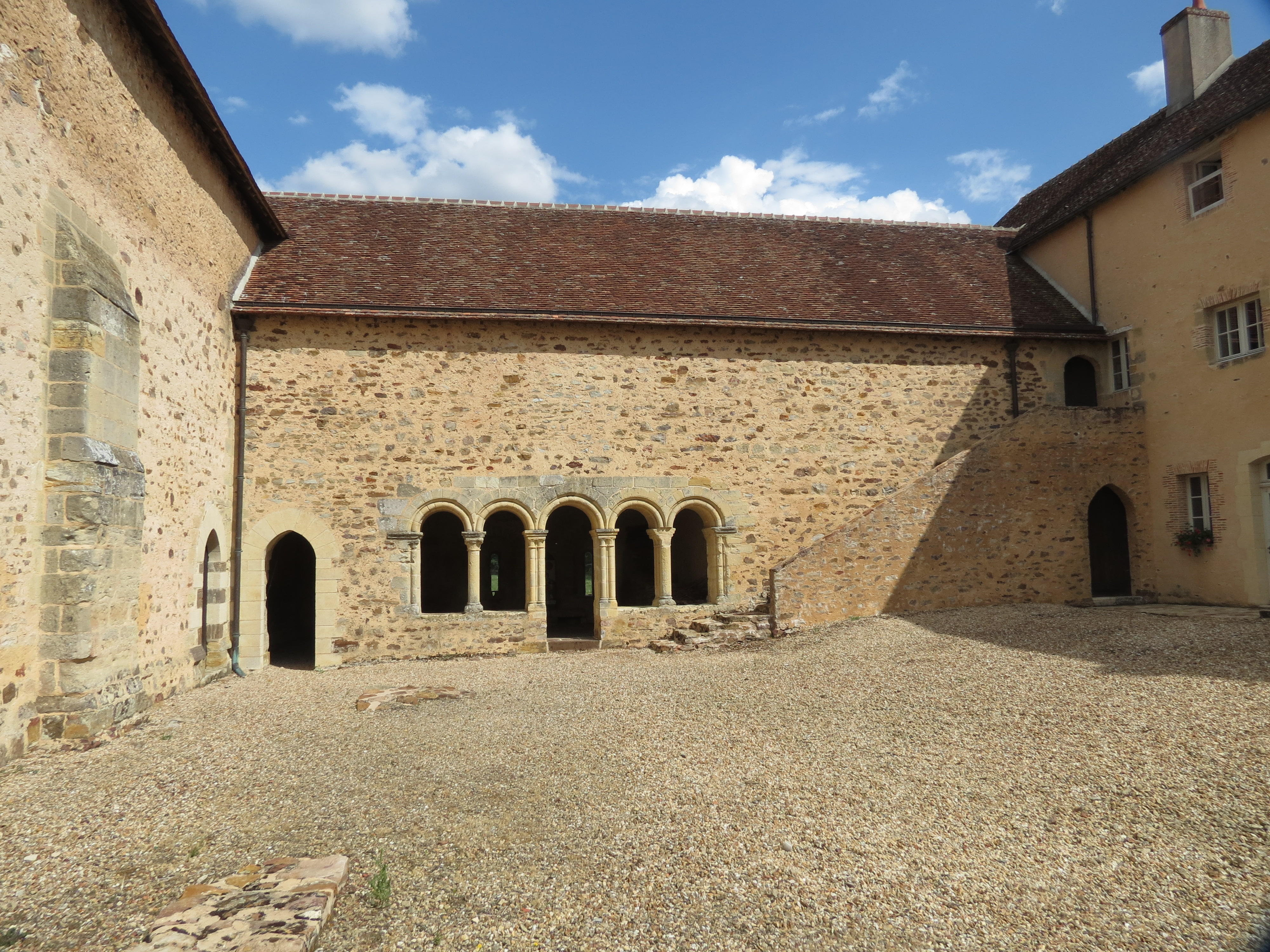
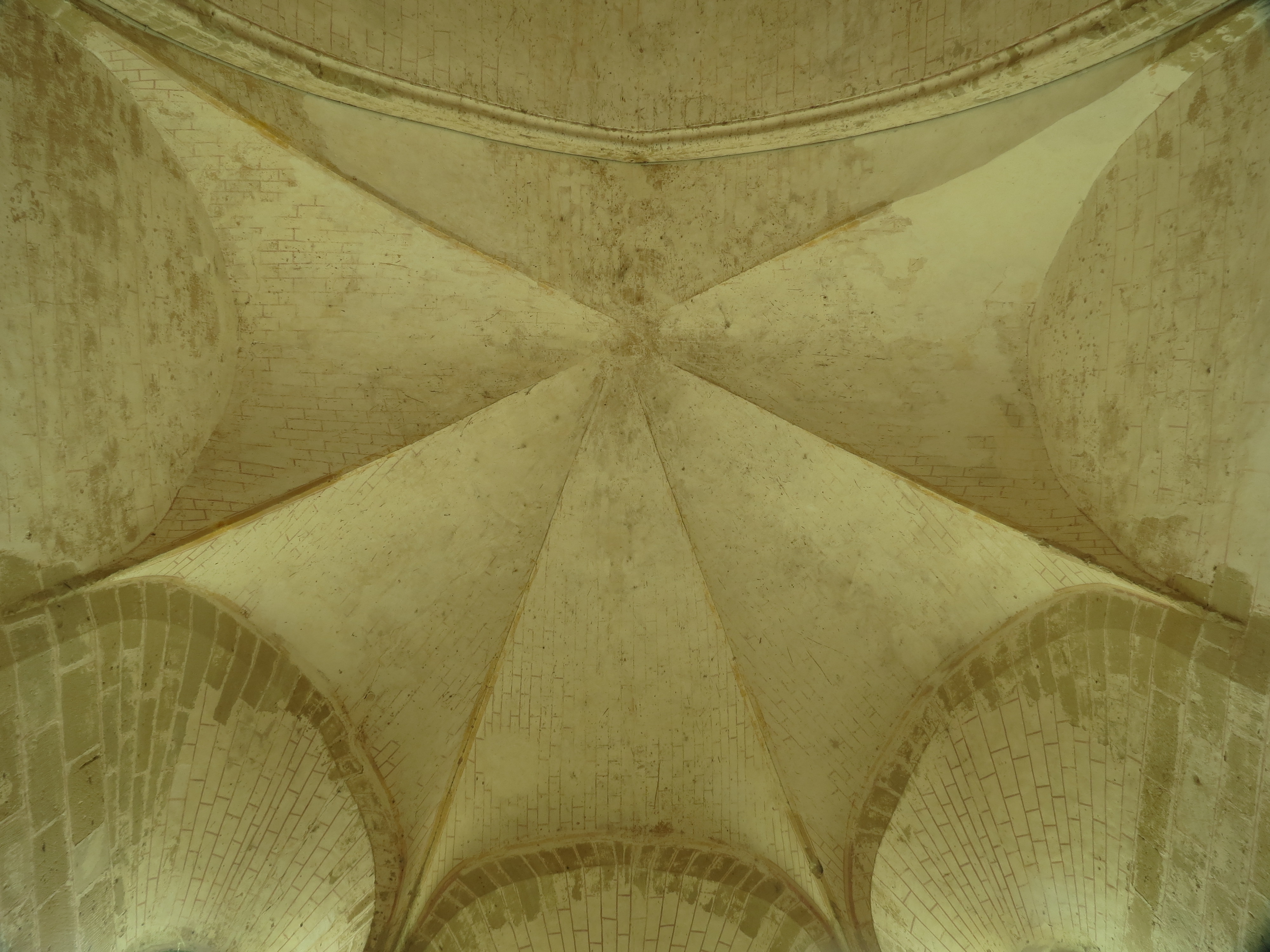
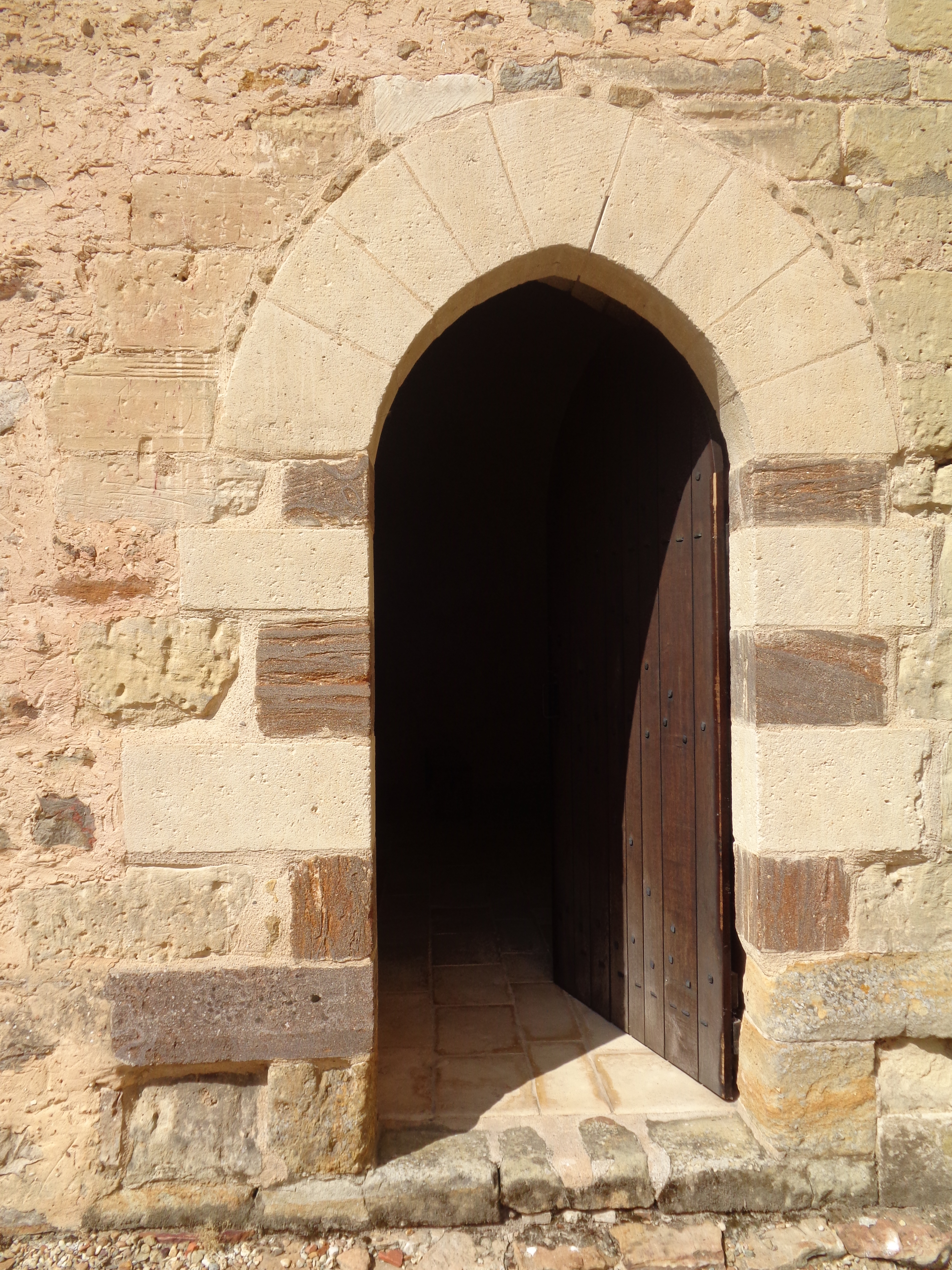
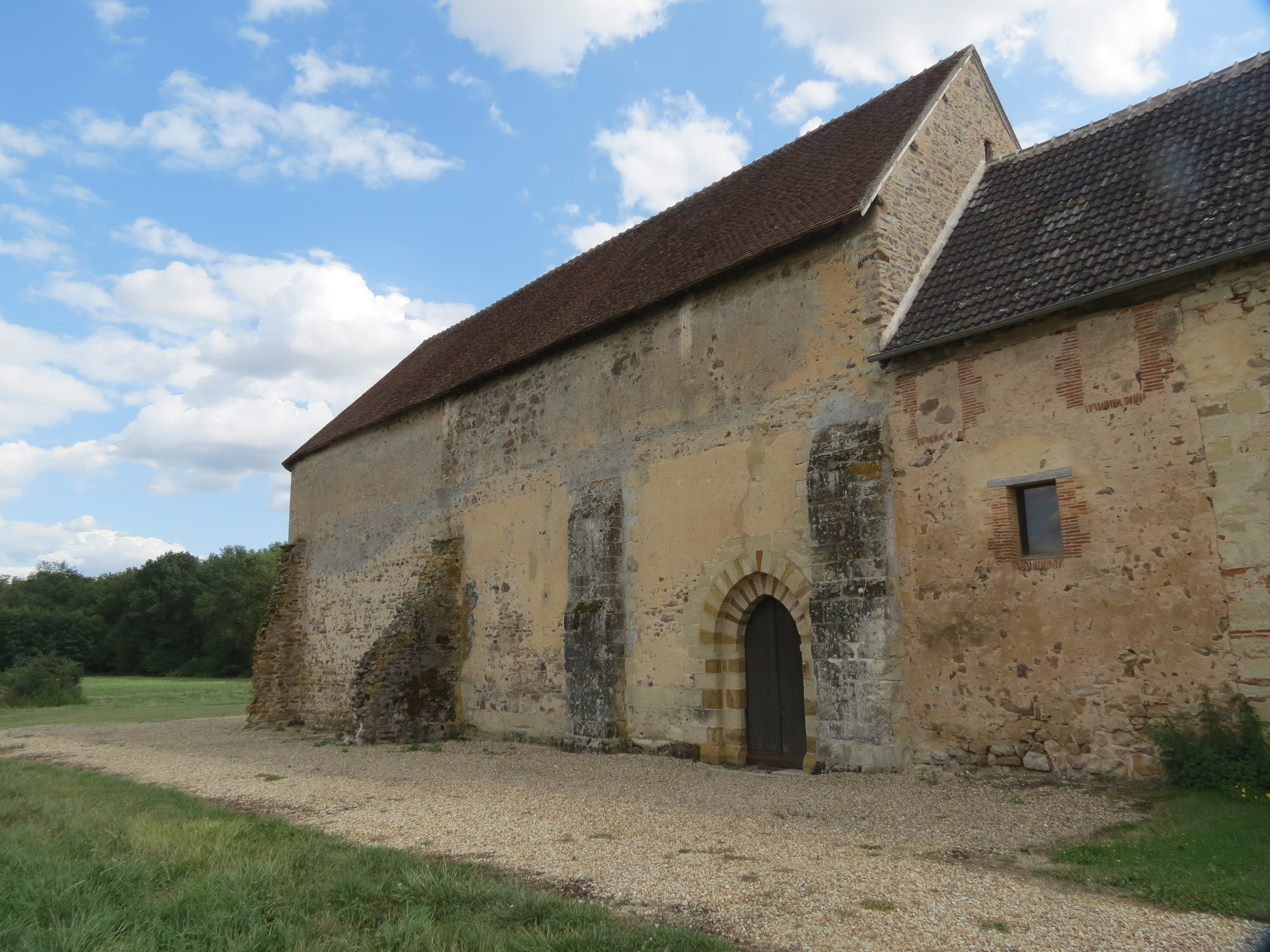